# Robert Davila
Robert Davila, né le 19 juillet 1932, est le neuvième président de l'université Gallaudet,. Sa nomination est intervenue après le réveil de l'Unité du mouvement Gallaudet,. Au lieu de 18 à 24 mois comme président par intérim, le Conseil d'administration intérimaire a des difficultés donc son poste est prolongé de 36 mois.

## Biographie

### Jeunesse
Robert Davila est né dans le sud de Californie et ses parents mexicano-américains qui travaillaient dans les champs et les vergers. À l'âge de huit ans, il a contracté la méningite et est devenu sourd. Lorsque sa mère a appris au sujet d'une école pour les sourds dans le nord de la Californie, elle lui a envoyé seul à la California School for the Deaf à Berkeley (qui est plus tard devenue California School for the Deaf (Fremont)).

### Études
Davila est diplômé de l'université Gallaudet, avec un baccalauréat en enseignement en 1953. Il est ensuite allé à Hunter College, où il obtient un master en éducation spécialisée en 1963. Pour compléter sa formation, il est diplômé de l'université de Syracuse avec un doctorat en technologie de l'éducation en 1972.
 
Il a également reçu des diplômes honorifiques de Gallaudet, RIT, Stonehill College, et Hunter College,.

### Carrière professionnelle
Davila s'occupe au poste de la secrétaire adjoint pour le bureau de l'Éducation spéciale et les Services de réadaptation du ministère de l'Éducation des États-Unis de 1989 à 1993, pendant l'administration de George H. W. Bush,. Il a travaillé comme professeur de collège, administrateur et vice-président de l'université Gallaudet dans les années 1970 et 1980. Il a été directeur de l'École de New York pour les sourds à White Plains de 1993 à 1996 ainsi que chef de la direction du National Technical Institute for the Deaf de 1996 à 2006.

Le 10 décembre 2006, Davila a été nommé comme 9e président de l'université Gallaudet, en vigueur au début de 2007,. Il a démissionné en tant que président le 31 décembre 2009 et a été remplacé à cette fonction par le Alan Hurwitz.